# 鞍掛神社 (長岡市)
鞍掛神社（くらかけじんじゃ）は、新潟県長岡市中之島宮内にある神社。

## 歴史

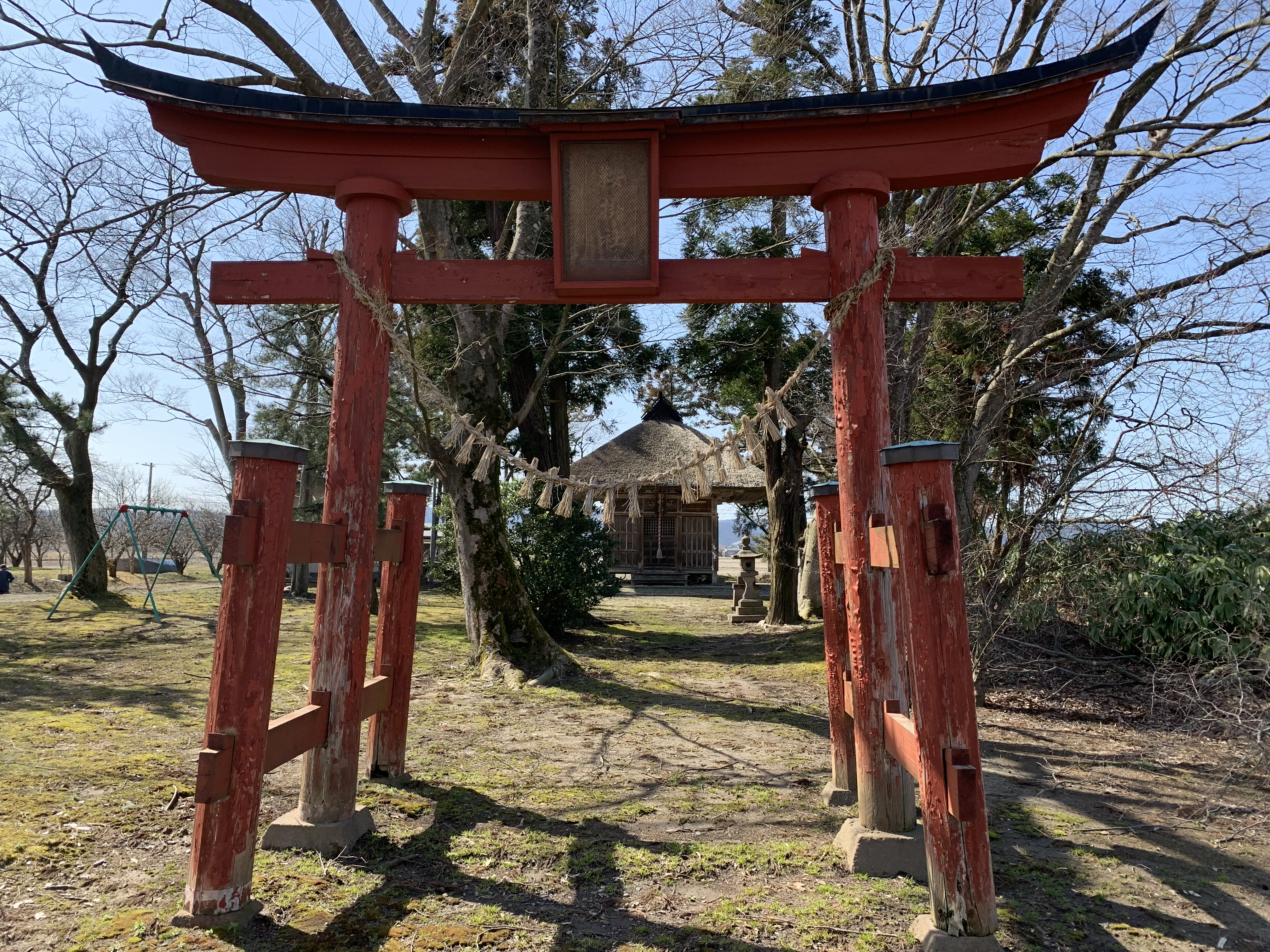
鳥居

822年（弘仁13年）に創建された。七堂伽藍の大神社で「鞍掛大明神」と称していたが、1690年（元禄3年）の火災で焼失し、翌年に再建された。
現在の本殿・拝殿は、寄棟造・切妻造（妻入）で、1989年（平成元年）に解体修理が行われている。この地域では最古の建築物であることから、新潟県の文化財に指定されている。

## 文化財
- 鞍掛神社本殿・拝殿 附 棟札1枚（新潟県指定文化財 平成4年3月27日指定）[3]

## 交通アクセス
- 中之島見附ICより車9分。